# In and Out of Love
In and Out of Love – singel zespołu Bon Jovi wydany w lipcu 1985, pochodzący z albumu 7800° Fahrenheit.
Wersja koncertowa utworu nagrana w Tokio w 1985 została umieszczona na albumie koncertowym One Wild Night Live 1985-2001. Utwór znajduje się również na kompilacji grupy, Cross Road.
Singel uplasował się na 69. miejscu listy Billboard Hot 100 i 37. Mainstream Rock Tracks.

## Spis utworów
Sporządzono na podstawie materiału źródłowego.
1. "In And Out Of Love"
2. "Roulette (Live)"
3. "Shot Through The Heart"